# 那珂湊駅
那珂湊駅（なかみなとえき）は、茨城県ひたちなか市釈迦町にあるひたちなか海浜鉄道湊線の駅である。

## 概要
旧・那珂湊市の代表駅であり、那珂湊地区の中心市街地、那珂湊反射炉（茨城県指定史跡、近代化産業遺産）、那珂湊おさかな市場の最寄り駅である。

## 歴史
- 1913年（大正2年）12月25日：湊鉄道の駅として開業。
- 1944年（昭和19年）8月1日：交通統合により、茨城交通の駅となる。
- 1998年（平成10年）：「関東の駅百選」に選定される。選定理由は「歴史と伝統のある駅で開業当時の面影を残した駅」。
- 2008年（平成20年）4月1日：茨城交通が湊線をひたちなか海浜鉄道に移管。ひたちなか海浜鉄道の駅となる。
- 2012年（平成24年）6月3日：会津鉄道の芦ノ牧温泉駅と姉妹駅の提携を結ぶ（後述）。

## 駅構造
単式・島式2面3線のプラットホームを持つ地上駅で、全列車が交換を行う。ただし島式のうち1線は基本的に使用せず、もっぱら車両留置に使われている。各ホームは殿山方にある構内踏切で連絡している。木造駅舎を有する。
湊線の車両基地である湊機関区を有し、原則夜間滞泊はここでのみ行う。
終日有人駅で列車別改札を実施しており、ホームへの立ち入りは列車到着約5分前から発車後までに限定される。ただし、入場券での入場や、レンタサイクル利用（自転車が改札内に置いてある）の場合はこの限りでない。
駅舎の隣に飲食店（ファストフード店を経て弁当屋）があったがその閉店後は待合室を経て、リフォーム工事を機に現在は茨城交通那珂湊営業所となっている。

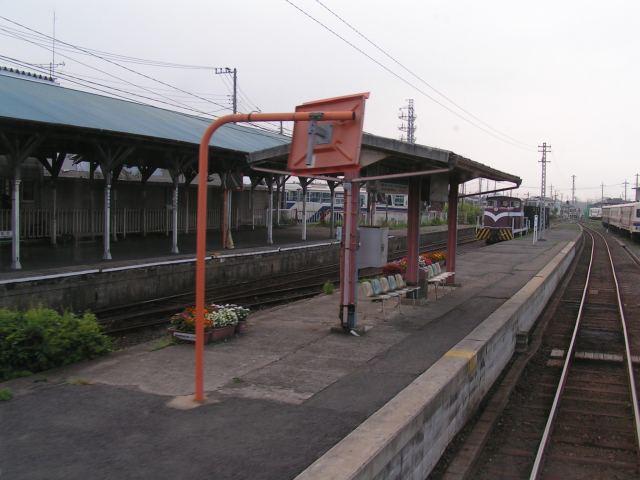
ホーム
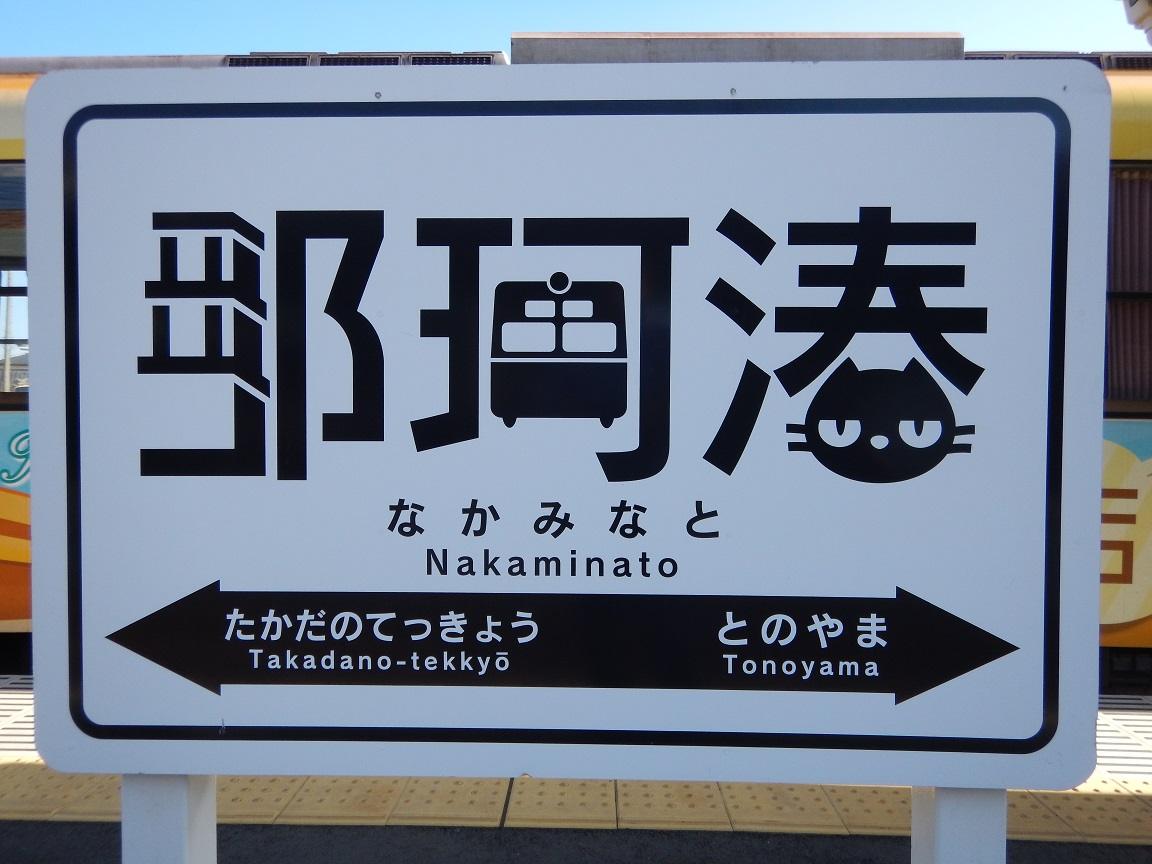
駅名標

## 輸送上の特徴
当駅は、ひたちなか海浜鉄道湊線の運行上の拠点駅であり、同鉄道本社、前述のように機関区が併設されており、上下線の全列車（当駅止まりを除く）は当駅で列車交換を行う。
- 上り（勝田方面）
  - 日中は概ね1時間に1-2本の列車が停車、平日朝夕の一部列車には当駅始発の列車も設定されている[2]。
- 下り（阿字ヶ浦方面）
  - 日中は上り同様、概ね1時間に1-2本の列車が停車する[2]。

## 利用状況
- 那珂湊駅の利用状況の変遷を下表[3]に示す。
  - 輸送実績（乗車人員）の単位は人であり、年度での総計値を示す。年度間の比較に適したデータである。
  - 表中、最高値を赤色で、最高値を記録した年度以降の最低値を青色で、最高値を記録した年度以前の最低値を緑色で表記している。
  - 当駅は、湊線の駅（勝田駅はJR利用者を含めた数値しかないため比較の対象から除く）の中では最も利用の多い駅である。

| 年 度              | 当駅分輸送実績（乗車人員）：人／年度 | 当駅分輸送実績（乗車人員）：人／年度 | 当駅分輸送実績（乗車人員）：人／年度 | 当駅分輸送実績（乗車人員）：人／年度 | 特 記 事 項 |
| ------------------ | ------------------------------------ | ------------------------------------ | ------------------------------------ | ------------------------------------ | ----------- |
| 年 度              | 通勤定期                             | 通学定期                             | 定期外                               | 合 計                                | 特 記 事 項 |
| 2000年（平成12年） |                                      |                                      |                                      | 210,702                              |             |
| 2001年（平成13年） |                                      |                                      |                                      | 220,357                              |             |
| 2002年（平成14年） |                                      |                                      |                                      | 222,045                              |             |
| 2003年（平成15年） |                                      |                                      |                                      | 207,486                              |             |
| 2004年（平成16年） |                                      |                                      |                                      | 193,643                              |             |
| 2005年（平成17年） |                                      |                                      |                                      | 185,548                              |             |
| 2006年（平成18年） |                                      |                                      |                                      | 182,162                              |             |
| 2007年（平成19年） |                                      |                                      |                                      | 180,997                              |             |
| 2008年（平成20年） |                                      |                                      |                                      | 195,715                              |             |
| 2009年（平成21年） |                                      |                                      |                                      | 202,940                              |             |
| 2010年（平成22年） |                                      |                                      |                                      | 209,875                              |             |
| 2011年（平成23年） |                                      |                                      |                                      | 180,072                              |             |
| 2012年（平成24年） |                                      |                                      |                                      | 212,402                              |             |
| 2013年（平成25年） |                                      |                                      |                                      | 226,300                              |             |
| 2014年（平成26年） |                                      |                                      |                                      | 242,494                              |             |
| 2015年（平成27年） |                                      |                                      |                                      | 243,280                              |             |
| 2016年（平成28年） |                                      |                                      |                                      | 236,547                              |             |
| 2017年（平成29年） |                                      |                                      |                                      | 246,660                              |             |
| 2018年（平成30年） |                                      |                                      |                                      | 248,241                              |             |
| 2019年（令和元年） |                                      |                                      |                                      | 259,880                              |             |

## 駅周辺
旧那珂湊市の中心部（湊市街）である。ひたちなか市役所那珂湊支所は殿山駅が最寄り駅である。
- 茨城交通（バス）那珂湊営業所（駅舎内に事務所がある）
- ひたちなか市立那珂湊第一小学校
- 茨城県立那珂湊高等学校
- ひたちなか市立那珂湊図書館
- 湊本町郵便局（旧・那珂湊郵便局）
- 那珂湊相金郵便局
- 那珂川
- 那珂湊漁港（おさかな市場）

また、徒歩15分ほどのところにある海門橋を渡れば大洗町へもアクセスが可能であるため、駅構内の「名所案内」には、大洗磯前神社や常陽明治記念館（現：幕末と明治の博物館）などが記載されている。なお湊大橋を渡った先の鹿島臨海鉄道大洗鹿島線常澄駅へは2kmほどである。

## バス路線
| 乗場                                         | 系統                                                                         | 主要経由地         | 行先                         | 運行会社             | 備考                    |
| -------------------------------------------- | ---------------------------------------------------------------------------- | ------------------ | ---------------------------- | -------------------- | ----------------------- |
|                                              |                                                                              | 十三奉行           | 阿字ヶ浦駅                   | 茨城交通             | 朝1本のみ。休校日運休。 |
| 28                                           | 殿山・平磯南町                                                               | 平磯中学校下       |                              | 茨城交通             |                         |
| 50                                           | アクアワールド大洗・大洗海岸・大洗駅入口・水戸駅                             | 茨大前営業所       | 朝夜はアクアワールド大洗通過 | 茨城交通             |                         |
| 50                                           | アクアワールド大洗・大洗海岸・（大洗フェリーターミナル）・大洗駅入口・水戸駅 | 茨大前営業所       |                              | 茨城交通             |                         |
| 50                                           | 大洗海岸・（大洗フェリーターミナル）・大洗駅入口                             | 水戸駅             | 1日1本（平日2本）            | 茨城交通             |                         |
|                                              | 大洗海岸・大洗駅                                                             | 大洗高校           | 朝2本のみ。休校日運休。      | 茨城交通             |                         |
| 28                                           | 下大野・浜田営業所・水戸駅                                                   | 茨大前営業所       |                              | 茨城交通             |                         |
| 5                                            | 柳沢・三反田・金上駅前                                                       | 勝田駅東口         |                              | 茨城交通             |                         |
|                                              | 那珂湊コース                                                                 | おさかな市場・殿山 | 那珂湊駅                     | スマイルあおぞらバス |                         |
| 殿山・おさかな市場                           | 那珂湊コース                                                                 | 那珂湊駅           |                              | スマイルあおぞらバス |                         |
| 平磯南町・阿字ヶ浦駅・海浜公園西口           | 那珂湊コース                                                                 | 那珂湊駅           |                              | スマイルあおぞらバス |                         |
| 県営西十三奉行団地・阿字ヶ浦駅・海浜公園西口 | 那珂湊コース                                                                 | 那珂湊駅           |                              | スマイルあおぞらバス |                         |

※大洗フェリーターミナルは1日2便のみ経由

## その他

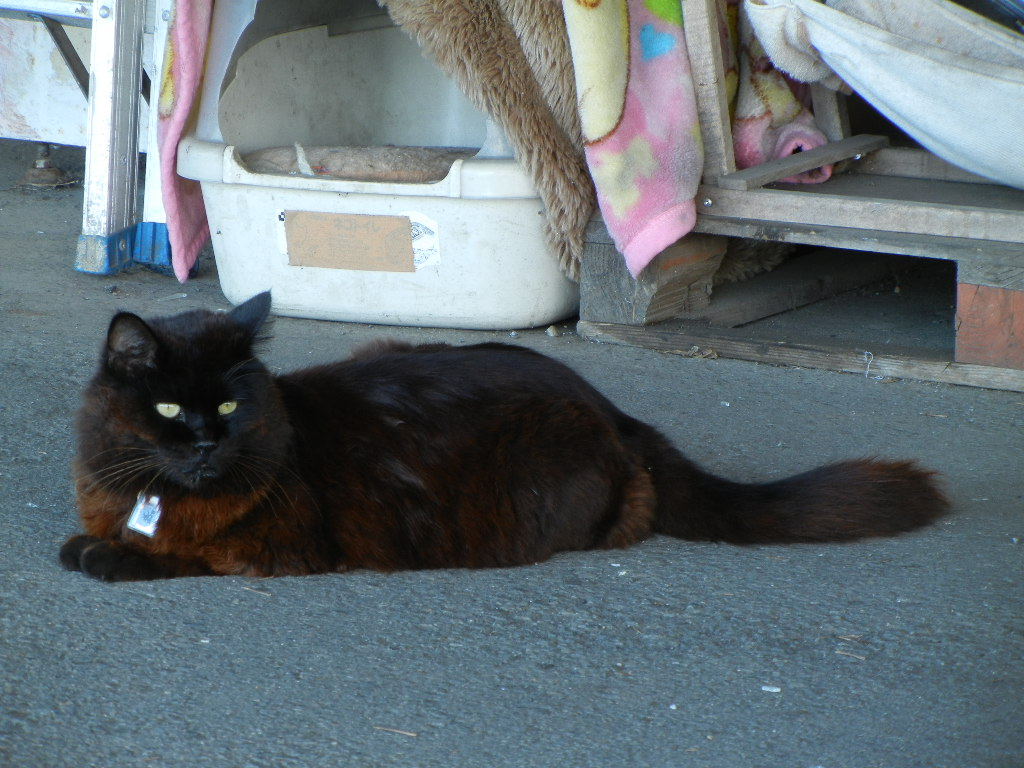
駅猫「おさむ」

- 当駅は映画『フラガール』『俺たちの旅』や、CM『チオビタドリンク』のロケ撮影にも使用された[4]。
- 湊線の通年有人駅は当駅のみである。茨城交通時代の赤字運営や廃線危機に対して、駅舎内は地元の鉄道存続支援団体「おらが湊鐵道応援団」の活動拠点となっている。
- 2009年（平成21年）7月より同駅にオスの野良猫が頻繁に訪れ、駅員が餌をやるなどしているうちに住み着き、黒猫ということで「黒ネコのタンゴ」を歌った皆川おさむにちなんで「おさむ」と名付けられた[4]。その後「指定席」のサボのある専用のベッドも与えられ、乗降客に人気があった。また、皆川より黒猫のオブジェが同駅に寄贈されている[4]。その後、妹分の「ミニさむ」というキジトラのメス猫も同駅で飼われるようになった[4]。おさむは2019年（令和元年）6月23日に永眠。同年7月6日にお別れの会が執り行われた。
- 先述の通り、2012年6月3日に会津鉄道芦ノ牧温泉駅と姉妹駅の提携を行っている。理由は、歴史ある古い駅舎が現役で使われている・駅前食堂がある（後に閉鎖）・女性の駅長、駅員が活躍している（当時）・駅に猫がいる・地元の鉄道を愛する応援団がいるなど[5]。

## 隣の駅
ひたちなか海浜鉄道
■湊線
高田の鉄橋駅 - 那珂湊駅 - 殿山駅　　　　　　　　　　　　　　　